# Datorkomponent
En datorkomponent är en fysisk del eller komponent, såväl elektronisk som till exempel optisk eller mekanisk, som sitter i en dator. Datorkomponenter styrs via operativsystem och programvaror för att utföra kommandon, beräkningar eller instruktioner. 
Datorkomponenter kan installeras i ett datorchassi för att undvika att föremål eller personer vidrör de känsliga delarna och/eller att datorkomponenterna ej får exponeras för en ogynnsam miljö. 

## Vanliga datorkomponenter

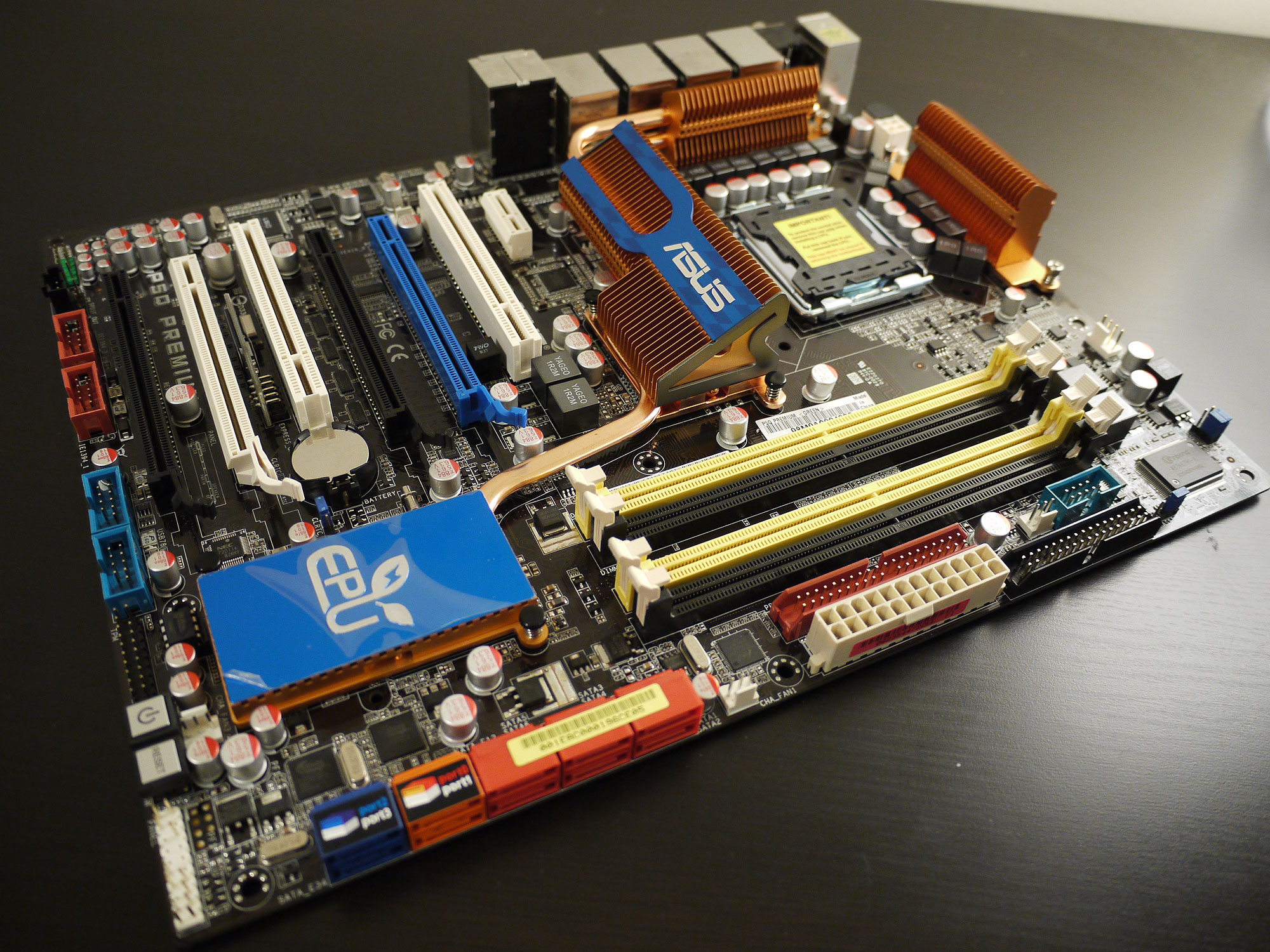
Ett Asus P5Q Premium moderkort med Intel sockel LGA 775.

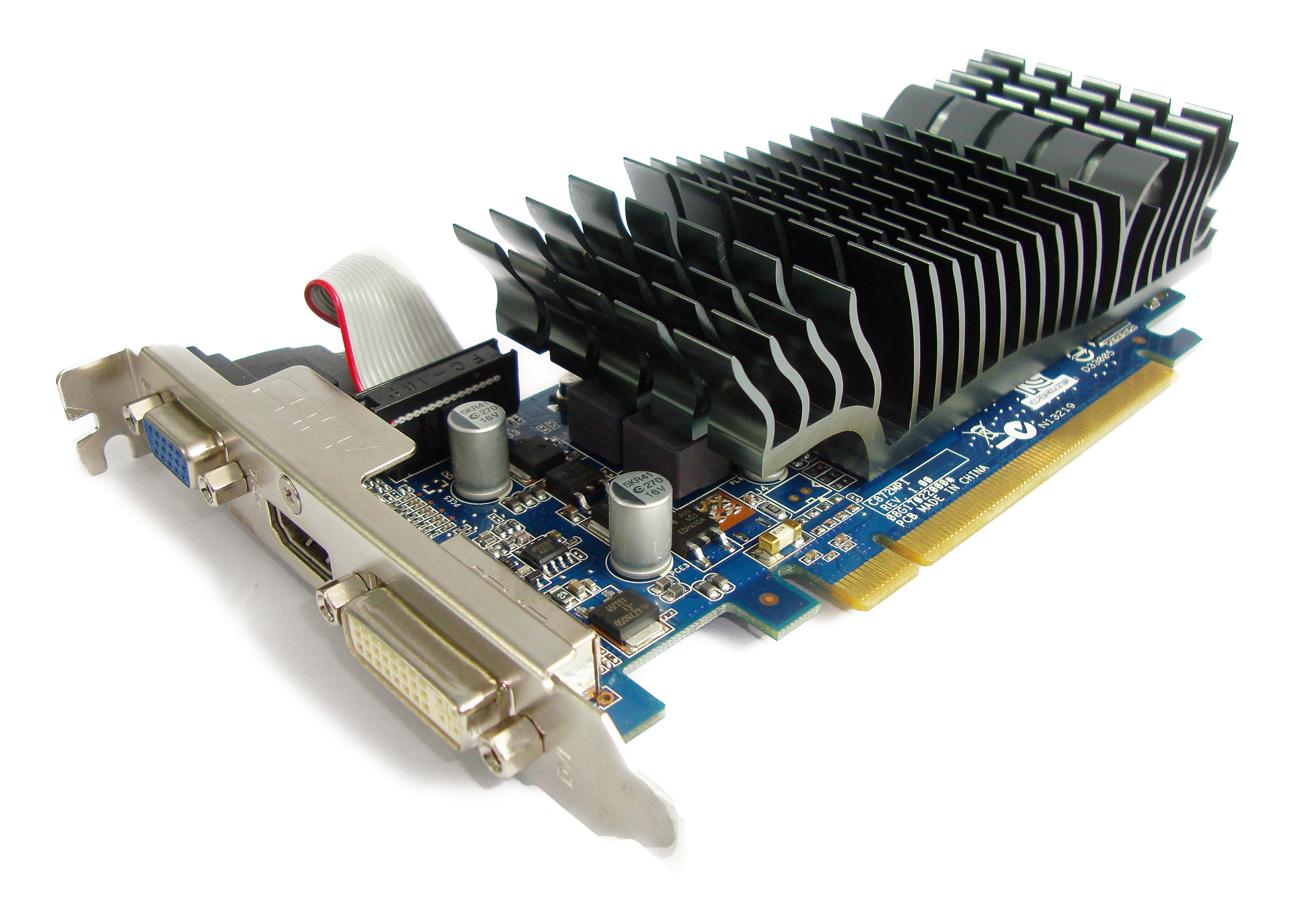
En enklare variant av ett grafikkort ur Nvidia GeForce 200 serien.

- Processorn, även kallad för CPU, är den enhet som exekverar (utför) program i en dator genom att hämta maskininstruktioner och utföra begärda operationer som beräkningar och datahantering. Processorn kan förklaras enklare som Datorns hjärna, och är en väldigt viktig komponent i en dator.

- Moderkortet är det centrala kretskortet där övriga komponenter kan kopplas in. På så vis sker all kommunikation genom moderkortet.

- Hårddiskar och SSD-minnen är de sekundära minnen där all information lagras. I en hårddisk sker lagringen på mekaniskt vis, och i ett SSD-minne sker lagringen elektroniskt.

- Primärminnen eller ram-minnen är det minne som kan nås i princip direkt av processorn. Minnet används av aktiva program för att lagra tillfällig data.

- Grafikkortet, även kallad för GPU, är den enhet som bearbetar binär information till videosignaler som sedan kan visas på en bildskärm

- Nätaggregatet är den del som förser datorn med elektrisk energi. Nätaggregatet omvandlar strömmen från AC till DC med låg spänning som sedan når de olika komponenterna i datorn.

- En optisk enhet låter dig läsa optiska lagringsmedium såsom DVD- eller CD-skivor, men även blu-ray-skivor i vissa fall. I vissa fall kan man också bränna information till DVD- eller CD-skivorna, dessa enheter kan då exempelvis ha benämningen "DVD-RW" eller liknande skrivna på enheten.[2]

- Ett instickskort eller expansionskort är oftast inte väsentliga för datorns funktion, men ökar dess funktionalitet genom att hantera exempelvis ljud i form av ljudkort eller nätverk i form av nätverkskort.

## Uppgradering av komponenter
Med en uppgradering av en eller flera komponenter kan man få högre prestanda eller lägga till funktioner på en dator. Detta sker t.ex. genom att ett byte sker av en gammal processor mot en ny för att få högre prestanda. Det går även att t.ex. uppgradera grafikkortet för att få bättre grafikprestanda, eller uppgradera hårddisken för att få mer lagring av data. 
Uppgradering av hårdvara kan vara nödvändig på en äldre dator för att möta systemkrav för program eller operativsystem. 

### Risker
Elektrostatisk urladdning kan vara direkt skadlig för vissa komponenter och komponenter som hanteras eller körs utanför ett datorchassi kan vara mer utsatta för detta.